# Верета Віталій Іванович
Віта́лій Іва́нович Вере́та (1969—2023) — капітан Збройних сил України, учасник російсько-української війни.

## Життєпис
Народився 9 жовтня 1969 року в селищі Єрки Катеринопільського району Черкаської області. Закінчив Єрківську ЗОШ, Ташкентське танкове училище, звільнився із лав збройних сил у званні старшого лейтенанта.
З початку вересня 2014-го брав участь у війні на сході України в складі танкового батальйону «Звіробій», командир танкового взводу 2-ї роти. Чергував на блокпосту під Авдіївкою, довелося побувати під обстрілами з «Градів» в танку Т-64-«Шевченків край».
По поверненні прийняв пропозицію балотуватися, з листопада 2015-го по грудень 2020 — голова Катеринопільської районної ради.
З січня 2022 року був призваний на військову службу за контрактом. Під час російського вторгнення в Україну мав звання капітана, проходив службу командиром 3 танкової роти танкового батальйону Збройних Сил України.
Загинув 26 липня 2023 року під час виконання бойового завдання поблизу села Роботине Пологівського району Запорізької області.
Похований у селищі Єрки на Черкащині.

## Нагороди
- Орден Богдана Хмельницького II ступеня (5 липня 2024, посмертно) — за особисту мужність, виявлену у захисті державного суверенітету та територіальної цілісності України, самовіддане виконання військового обов'язку[2];
- орден Богдана Хмельницького III ступеня (3 листопада 2015) — за особисту мужність і героїзм, виявлені у захисті державного суверенітету та територіальної цілісності України, вірність військовій присязі під час бойових дій та при виконанні службових обов'язків[3];
- орден «За вірність присязі» (14 грудня 2015)[4].